# Вальтер Блюме (офіцер СС)
Ва́льтер Блю́ме (нім. Walter Blume; 23 липня 1906, Дортмунд — 13 листопада 1974, Дортмунд) — німецький офіцер, штандартенфюрер СС, доктор права (1933).

## Біографія
Його батько був учителем і практикуючим адвокатом. Вальтер вивчав юриспруденцію в навчальних закладах Бонна, Єни, Мюнстера, Берліна і Ерланґена. У 1932 році він на відмінно здав випускні іспити і отримав призначення на посаду помічника судді в окружному суді Дортмунда. 1 березня 1933 року Блюме вступив в НСДАП і незабаром отримав посаду глави політичного підрозділу в поліцейському управлінні Дортмунда. Згодом він був прийнятий до лав СА. Після цього його перевели на посаду начальника гестапо в Галле, потім в Ганновері і до 1941 року в Берліні. Починаючи з 1 березня 1941 року Блюме очолював кадровий відділ в Першому підрозділі Головного управління імперської безпеки. Його перше завдання полягало в тому, щоб набрати відповідний персонал для однієї з айнзацгруп. Вальтер Блюме був призначений командувачем айнзацкоманди 7a, що входила до складу айнзацгрупи «B». Згідно його особистих записів, що пізніше були виявлені, його підопічні знищили близько 24 тисяч чоловік на території Білорусії і Росії в період з червня по вересень 1941 року. Через деякий час Блюму повернувся в Головне управління імперської безпеки. У серпні 1943 року він був направлений в Афіни, де була організована депортація грецьких євреїв в концтабір Аушвіц. У вересні 1947 року був обвинуваченим на процесі у справі айнзатцгруп в Нюрнберзі. Трибунал визнав Вальтера Блюме винним і засудив до страти через повішення. Однак, верховний комісар зони США в Німеччині Джон Макклой оголосив про помилування і смертна кара була замінена двадцятьма п'ятьма роками ув'язнення. На свободу Блюме вийшов в 1955 році. Після звільнення став бізнесменом.

## Нагороди
- Хрест Воєнних заслуг 2-го класу з мечами[3]